# Aneilema beniniense
Aneilema beniniense är en himmelsblomsväxtart som först beskrevs av Ambroise Marie François Joseph Palisot de Beauvois, och fick sitt nu gällande namn av Carl Sigismund Kunth. Aneilema beniniense ingår i släktet Aneilema och familjen himmelsblomsväxter. Inga underarter finns listade.

## Bildgalleri

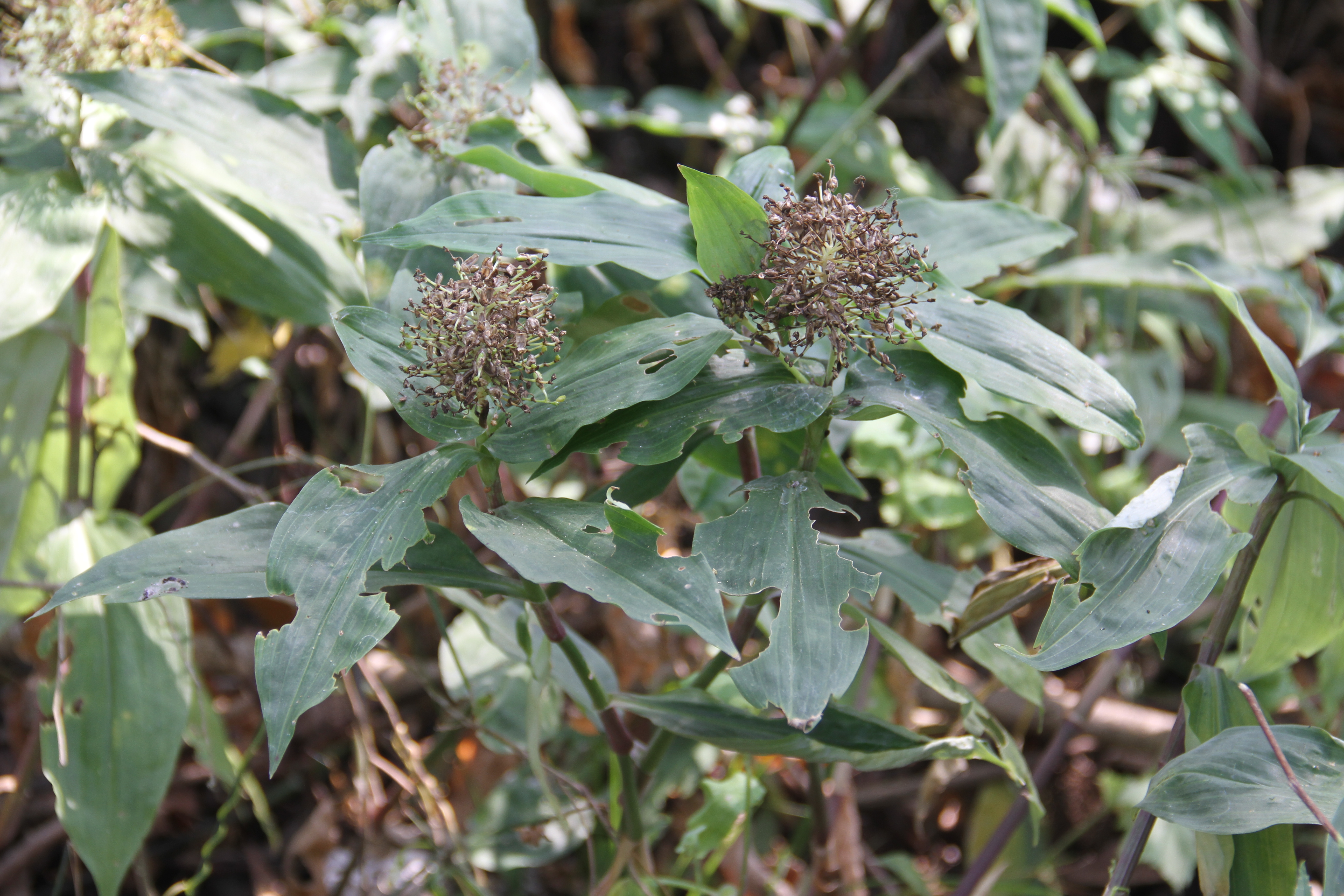